# Ікцій (вождь реміїв)
Ікцій (*середина I до н. е. ) — вождь кельтського племені реміїв, союзник Гая Юлія Цезаря.

## Життєпис
Був вождем реміїв у 40-50-х роках до н. е. Ймовірно народився й перебував у столиції кельтів-реміїв Дурокортурі (сучасне м. Реймс, Франція). У 57 році до н. е. перейшов разом із своїм племенем на бік римлян на чолі із Гаєм Цезарем. В подальшому допомагав останньому приборкати плем'я белгів. Відіграв визначну роль у обороні міста Вібракт (сучасне м. Бієвр) від повсталих галльських племен. Про подальшу долю немає відомостей.